# Melloina
Melloina is een geslacht van spinnen uit de familie Paratropididae.

## Soorten
Het geslacht kent de volgende soorten:
- Melloina gracilis (Schenkel, 1953)
- Melloina rickwesti Raven, 1999